# 哈利·查平
哈羅德·福士特·查平（英語：Harold Forster Chapin，1942年12月7日—1981年7月16日），是美國歌手兼作曲家、慈善家，以民間音樂和流行搖滾歌曲而聞名。1970年代，他獲得全球性的成就，並成為最受歡迎的藝術家和收入最高的表演者之一。查平還是美國最好的圖形音樂藝術家之一。查平是格林美獎的獲獎藝術家和格林美名人堂的成員，已在全球售出1,600萬張唱片。他被描述為音樂史上最受喜愛的表演者之一。
從1972年到1981年去世，查平共錄製了11張專輯。他發行的所有14首單曲都至少成為了一項全國音樂排行榜的熱門歌曲。
作為敬業的人道主義者，查平為結束世界飢餓而戰。他是1977年世界飢餓總統委員會創立的主要參與者。查平被認為是1970年代在政治和社會上最活躍的美國表演者。1987年，查平因其人道主義工作被追授國會金質獎章。

## 生平
哈利·福士特·查平於1942年12月7日出生於紐約，是四個孩子中的第二個，其餘還包括未來的音樂家湯姆和史蒂夫。他的雙親是珍妮·埃爾斯佩斯·查平（娘家姓伯克）和打擊樂器傳奇演奏家吉姆·查平。他有英國血統。查平家族最早來到美國的是山姆·查平，他是1636年馬薩諸塞州斯普林菲爾德的第一任執事。他母親的曾祖父母在19世紀後期移民到美國。他的父母於1950年離婚，母親繼續撫養四個孩子。父親大部分時間都在像伍迪·賀曼所帶領的那種大樂團中擔任鼓手。幾年後，查平的母親與《電影評論》雜誌編輯亨利·哈特（Henry Hart）結婚。他外祖父是文學評論家肯尼士·伯克。
查平首次正式接觸音樂是在卡拉西克先生（Mr. Karrasic）於格林威治音樂學校舉辦的小號課。哈利的弟弟湯姆和史蒂夫是布魯克林高地格蕾絲·聖公會教堂（Grace Episcopal Church）的唱詩班成員，查平透過他們遇到了「大個子」約翰·華里斯，一位具有五個八度音域的男中音，後來成為他的貝斯手、和聲歌手及舞台上的喜劇配角。查平十幾歲的時候就開始與他的兄弟一起演出，父親偶爾也會幫他們打鼓。查平於1960年從布魯克林技術高中畢業，並且在2000年成為該校校友名人堂的五名新成員之一。他曾短暫上過位於科羅拉多州科羅拉多泉的美國空軍學院，然後是紐約州康奈爾大學的間時學生，但未完成學位。
他最初打算成為紀錄片製片人，並在比爾·凱頓經營的The Big Fights工作，該公司擁有一個大型的經典拳擊電影資料庫。查平於1968年執導了《傳奇冠軍》，該片獲得奧斯卡金像獎提名。1971年，他開始專注於音樂。查平與約翰·華萊士、提姆·史考特和隆·帕爾默一起在紐約市各處的夜店演出。

## 事業

### 早期的音樂事業（1971年–1972年）
1972年，兩位音樂商業界重量級人物——哥倫比亞唱片的克萊夫·戴維斯與厄勒克特拉唱片的雅克·霍爾茲曼，就爭取查平之事展開了一場競爭。最終查平與厄勒克特拉唱片簽訂了數百萬美元的唱片合同，是當時最大的合同之一。它提供免費的錄音時間，以及許多其他津貼。
同年，他發行了首張專輯《頭與故事》。這張專輯取得了國際性的成功，銷量超過100萬張。它的成就歸功於名列前25首《告示牌百強單曲榜》的熱門單曲〈出租車〉。這首歌也成為加拿大前五名的熱門歌曲。這首歌在美國的成功歸功於美國電台名人吉姆·康纳斯，他協助在電台中播放該曲而不介意其長度，這有助於讓它在唱片排行榜上保持了16週之久。它在電台的歌單裡連續十周成為點播第一名的歌曲。這首歌曾在《The Tonight Show Starring Johnny Carson》上演出，由於接到很多電話，因此查平於第二天晚上重返節目現場。這是該節目歷史上第一次在第二天晚上召回表演者。它也是約翰·丹佛主持的《The Midnight Special》第一場演出節目之一。
當被問及這首歌是否真實時，查平說：「即使不是字面上的真實，從情感上來說也是真實的。我從事電影業多年，但一時表現不佳。所以我離開此行去考了一份出租車執照。在等待執照通過的那個月裡，我聽說我的一位前女朋友結婚了，但不是成為女演員，而是嫁給一個有錢人。我設想有一天晚上，我在大城市的街道上駕駛出租車，載到這位女士並坐在後座。我回頭看著她，她也看著我，都知道我們倆賣光了自己的夢想。」告示牌將〈出租車〉列為年度第85名歌曲。〈出租車〉還為查平贏得了年度最佳新人格萊美獎提名。
後續專輯《狙擊手與其他情歌》也於1972年發行。專輯的主打歌〈狙擊手〉是針對德州大學塔樓射擊事件的半虛構作品。該專輯中的〈Sunday Morning Sunshine〉有發行單曲，獲登在告示牌百強單曲榜上，並在當代成人音樂榜上排名前40位。這張專輯不如上一張專輯成功，銷量為35萬張。專輯還包含查平對該校的頌歌〈Circle〉。 2004年，發行了雙專輯《狙擊手與其他情歌暨頭與故事》。它包含了兩張專輯中從來未曾發行的曲目。

### 職業高峰（1973年－1975年）
1973年，查平發行了他的第三張專輯《短篇小說》，賣出了超過100萬張。該專輯產生了另一首國際流行的作品〈W·O·L·D〉，是關於一位逐漸衰老的唱片騎師的故事，他一生都為自己的事業獻出了全部生命。這首歌是從唱片騎師的角度演唱的，歌詞中唱片騎師正在向他的前妻唱歌。它的靈感來自美國電台名人吉姆·康纳斯。查平在WMEX工作室中聽到康纳斯打電話給他的前妻時寫了這首歌。這首歌在告示牌百大單曲榜上排名前40位，在加拿大排名前10位，在其他國家排名前10位和20位。專輯中其他未作為單曲發行的著名歌曲是〈Mr. Tanner〉、〈郵購安妮〉和〈他們叫她輕鬆〉。歌曲〈Mr. Tanner〉大致基於《紐約時報》對男中音馬丁·圖布里迪（Martin Tubridy）的兩次音樂會評論，一次是在1971年，另一次是在1972年。
1974年，查平發行了他最成功的專輯《Verities and Balderdash》，由於歌曲〈Cat's in Cradle〉排名第一，使得專輯售出達250萬張。該首歌是關於一個父親，他在兒子童年時沒有時間陪他。當兒子長大後，也沒有時間陪父親。這首歌為查平贏得了另一項格萊美最佳男聲演唱獎提名，他被選入葛萊美名人堂。《Verities and Balderdash》在告示牌二百大專輯榜上排名第4。專輯的次一首單曲〈我想學一首情歌〉，在當代成人單曲榜上排名第7。這首歌是一個關於他如何遇見妻子桑德拉·查平的真實故事。〈30,000磅香蕉〉是一首包含在專輯中但未單獨發行的歌曲。這首歌也成為數週內點播第一名的歌曲。這是關於賓夕法尼亞州斯克蘭頓發生卡車撞車事故的半虛構描述，該事故是1965年3月18日由運送香蕉的卡車司機Gene Sesky所造成的。.   [2020-11-30]. （原始内容存档于2019-07-16）.</ref> 專輯中的其他著名歌曲包括〈流星〉、〈通往天堂的半路〉和〈六弦樂團〉。
1975年，查平發行了他的第五張專輯《Portrait Gallery》。專輯產生了當代成人單曲榜前40名熱門歌曲〈Dreams Go By〉。但是，這張專輯不如前一張成功。它賣出了350,000張。此外，他還創作並表演了百老匯戲劇《使美國成名的夜晚》。該劇獲得兩項托尼獎提名和兩項戲劇台獎提名。

### 事業晚期（1976年－1981年）
1976年，查平被確認為十年來最受歡迎的歌手之一。他發行了第一張現場專輯《Greatest Stories Live》，共售出210萬張。但是，厄勒克特拉唱片公司管理層出現了人事變動，幾乎沒有對他後來在該公司發行的專輯進行任何推廣活動，但是仍然都至少賣出了25萬張。
到了70年代末期，查平專注於巡迴演出，而不是製作熱門單曲，但仍然每年發行一張專輯。直到1981年去世，他每年的估計收入為2,000,000美元（2017年約為1,175萬美元），使他成為世界上收入最高的藝術家之一。1980年，他與厄勒克特拉唱片公司的合約到期。他與板道唱片簽了一份單張專輯合同，發行了他的第九張錄音室專輯《Sequel》。這張專輯被描述為他最快的專輯。另發行了三張單曲，都大受歡迎。第一個單曲〈Sequel〉在告示牌百強單曲榜上排名前25。這首歌是〈出租車〉的後續。第二首單曲〈音樂時記得〉在《成人當代排行榜》中排名前50位。最後一首單曲〈生命的故事〉在《起泡之下》榜單上大受歡迎。該專輯共售出50萬張。